# 信号分子
信號分子是生物體內的化學物質，通過與受體蛋白結合，信號分子刺激細胞在細胞間和細胞內傳遞信息。信號分子可以根據分子的極性分為親水性和疏水性兩大類。通常，親水信號分子與質膜表面的受體相互作用，疏水信號分子與細胞內調節細胞轉錄的受體相互作用。

## 细胞外
在一定条件下，细胞外的化学信号能引发细胞的定向移动。这些信号有些时候是底质表面上一些难溶物质，有些时候则是可溶物质。信号分子有很多，可以是肽，代谢产物，细胞壁或是细胞膜的残片，但是作用方式却是一样的，就是与细胞膜表面上的受体结合，启动细胞内信号，完成一系列的反应，去激活或抑制肌动蛋白结合蛋白的活性，最终改变细胞骨架的状态。可溶物质通常不是均匀溶解在溶剂中，而是靠近源的区域浓度高，远离源的区域浓度低，形成所谓的“浓度梯度”。细胞膜上的受体可感受到那些被称为化学趋向吸引物（chemotactic attractant），并且逆着它们的浓度梯度去追根寻源。某些信号分子甚至会影响细胞移行的速度，这些信号分子则被称为化学趋向剂（chemokinetic agent）。细胞这种因化学分子改变自己移动的行为，被称为化学趋向性。例如盘基网柄菌（Dictyostelium discoideum）会逆着cAMP浓度梯度的运动。白血球也会受到一些细菌分泌的三肽化学物质f-Met-Leu-Phe（N-甲酰蛋-亮-苯丙氨酸）吸引而往细菌移动，发挥其免疫功能。而在胚胎发生中的神经嵴细胞则并非靠浓度梯度，而是路标物质识别其去向（请见下文“路标信号”一节）。
但是细胞外基质中也存在着一些蛋白，如硫酸软骨蛋白多糖（chondroitin sulfate proteoglycan）会与神经细胞的粘着蛋白起作用，对细胞迁移形成阻滞。它会抑制脊髓损伤患者神经损伤区域新突触的相连与再生。

## 细胞内

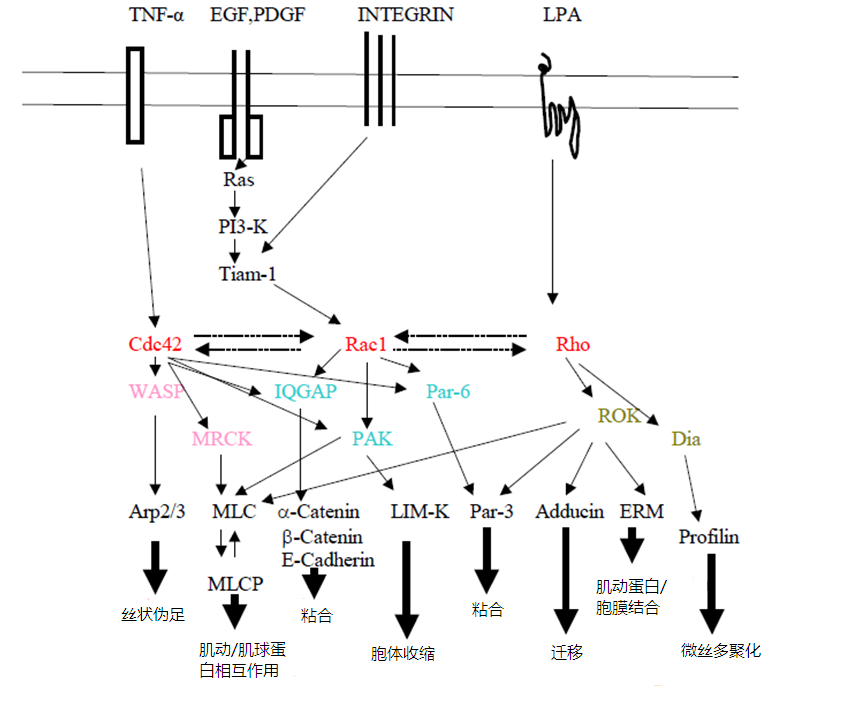
插图2：胞内信号分子的作用网络。详情请见文章内相应章节。

细胞外信号种类繁多，但是当它们与细胞膜上受体结合之后，作用的途径却只有有限的几种。而与细胞迁移有关的信号传导过程如下：信号分子结合到膜上受体，或者是激活与受体偶联的蛋白质—大G蛋白，或者先是激活受体酪氨酸激酶，再激活下游的小G蛋白Ras。G蛋白是一个很大的家族，包括Rho，Rac，Ras等小家族，它们在细胞中扮演着信号传导开关的角色。当它们与GDP结合时，呈现失活状态。在鸟嘌呤交换因子（英文：Guanine exchange factor，简称GEF）的帮助下，G蛋白脱离GDP并与GTP结合，进入激活状态。G蛋白的GTP会被GTP酶激活蛋白（英文GTPase-activating proteins，简称GAP）水解，并释放出其中的能量，让G蛋白行使其功能。就是说，G蛋白通过这一GTP/GDP循环在激活/失活状态中回旋，传递信号。当G蛋白被激活后，它下游的多种分子会被激活。从插图1中可见，这些下游分子本身会形成网络，相互制约，或者是相辅相承。它们调控着细胞迁移中各个方面。它们作用的详细情况请见文章中的相应章节。
而致癌物质也可以通过这些信号传导通路发挥其负面作用，如强烈致癌物质佛波酯（Phorbol ester）。佛波酯会不可逆地激活细胞的RasGRP3/4，以激活Ras,Ras会再激活蛋白激酶C（Protein kinase C，PKC）。后者是调节细胞分裂和分化的酶。它被佛波酯不正常的激活，有可能对癌症的产生起促进作用。研究还发现，佛波酯对黑素瘤（melanoma）细胞转移到肺部有促进作用。而细菌者，如志贺氏菌会在宿主胞膜上打洞，向细胞质注入效应蛋白质，激活宿主Rac和Cdc42，调整细胞的微丝网络，以使自己顺利进入宿主内。